# Philippe Adamski
Philippe Adamski (né le 8 avril 1985) est un orienteur français. Il est membre du club français Tous Azimuts Douai depuis ses débuts ainsi que du club Kalevan Rasti en Finlande.

## Biographie
Bien qu'ayant commencé la course d'orientation tardivement (à l'âge de 17 ans), il a décroché deux médailles aux championnats du monde junior en 2005 (argent en moyenne distance, bronze en longue distance) et est devenu vice-champion du monde universitaire en 2006.
C'est en 2010 que Philippe Adamski a percé au plus haut niveau mondial, devenant vice-champion d'Europe en longue distance et en relais avec l'équipe de France.
En 2011, il est devenu champion du monde de course d'orientation en relais avec François Gonon et Thierry Gueorgiou.
Il remporte la médaille d'argent de la course moyenne distance aux Championnats de France de course d'orientation 2018.